# SS Folgore/Falciano
SS Folgore/Falciano is een San Marinese voetbalclub uit Serravalle.
De club beleefde na midden jaren 90 de sterkste periode in de geschiedenis met drie landstitels.

## Erelijst
Landskampioen
in 1997, 1998, 2000, 2015
Coppa Titano
finalist in 1994, 2000
Trofeo Federale
winnaar in 1997, 2000

## In Europa
Uitslagen vanuit gezichtspunt SS Folgore/Falciano
| Seizoen                                                    | Competitie               | Ronde  | Land                 | Club                   | Totaalscore | 1e W    | 2e W      | PUC |
| ---------------------------------------------------------- | ------------------------ | ------ | -------------------- | ---------------------- | ----------- | ------- | --------- | --- |
| 2000/01                                                    | UEFA Cup                 | Q      | Vlag van Zwitserland | FC Basel               | 1-12        | 1-5 (T) | 0-7 (U)   | 0.0 |
| 2014/15                                                    | Europa League            | 1Q     | Vlag van Montenegro  | FK Budućnost Podgorica | 1-5         | 1-2 (T) | 0-3 (U)   | 0.0 |
| 2015/16                                                    | Champions League         | 1Q     | Vlag van Armenië     | FC Pjoenik             | 2-4         | 1-2 (U) | 1-2 (T)   | 0.0 |
| 2016/17                                                    | Europa League            | 1Q     | Vlag van Cyprus      | AEK Larnaca            | 1-6         | 0-3 (U) | 1-3 (T)   | 0.0 |
| 2017/18                                                    | Europa League            | 1Q     | Vlag van Malta       | Valletta FC            | 0-3         | 0-2 (U) | 0-1 (T)   | 0.0 |
| 2018/19                                                    | Europa League            | vr     | Vlag van Andorra     | UE Engordany           | 2-3         | 1-2 (U) | 1-1 (T)   | 0.5 |
| 2021/22                                                    | Champions League         | vr 1/2 | Vlag van Kosovo      | KF Pristina            | 0-2         | 0-2     | < Elbasan | 0.0 |
| 2021/22                                                    | Europa Conference League | 2Q     | Vlag van Malta       | Hibernians FC          | 3-7         | 1-3 (T) | 2-4 (U)   | 0.0 |
| Totaal aantal behaalde punten voor UEFA coëfficiënten: 0.5 |                          |        |                      |                        |             |         |           |     |

Zie ook
- Deelnemers UEFA-toernooien San Marino
- Ranglijst van alle clubs die in de diverse Europa Cups zijn uitgekomen